# خوسيه كابريرا
خوسيه كابريرا (بالإنجليزية: José Cabrera)‏ هو لاعب كرة قاعدة دومينيكاوي، ولد في 24 مارس 1972 في سانتياغو في جمهورية الدومينيكان.

## وصلات خارجية
- خوسيه كابريرا على موقع دوري كرة القاعدة الرئيسي (الإنجليزية)
- خوسيه كابريرا على موقع دوري كوريا الجنوبية لكرة القاعدة (الإنجليزية)
- خوسيه كابريرا على موقعبيزبول رفرنس.كوم (الدوري الرئيسي) (الإنجليزية)
- خوسيه كابريرا على موقعبيزبول رفرنس.كوم (الدوري الثانوي) (الإنجليزية)
- خوسيه كابريرا على موقع إي إس بي إن.كوم (أم.أل.بي) (الإنجليزية)
- خوسيه كابريرا على موقع مشجعي الرسوم البيانية (الإنجليزية)
- خوسيه كابريرا على موقع مشجعي الرسوم البيانية (الإنجليزية)